# Flors Sirera i Fortuny
Flors Sirera i Fortuny (Tremp, 25 d'abril de 1963 - Ruanda, 18 de gener de 1997) infermera i cooperant.
Flors Sirera Fortuny, de família manresana, tot i que residia a Las Palmas de Gran Canaria, on treballava d'infermera al "Centre de salut Escaleritas", fou seleccionada per Metges del Món, per tal de treballar a
Ruanda a causa de la seva alta qualificació professional i també a la seva experiència de cooperació anterior, el 1994, doncs, el record del camp de refugiats de Mugunga, a l'est del Zaire, on havia treballat tres anys enrere, era molt viu. De la mateixa manera que els seus companys assassinats, es va traslladar a la zona dels Grans Llacs d'Àfrica el novembre de 1996 per participar en una acció d'emergència. Un cop finalitzada, va demanar quedar-se per a treballar en un projecte d'assistència a petits hospitals a l'Àfrica, i més concretament a Ruanda, país que es trobava en una difícil situació política i social, quan tot just començaven a fer-se els judicis pel conegut com a Genocidi de Ruanda. A banda, a principi del 1997 el país encara estava immers en el conflicte congolès i el seu suport a les forces de Laurent Kabila. La nit del 18 de gener de 1997, acabada d'instal·lar a la seva nova casa a Ruengheri, al nord-oest de Ruanda, al costat de la frontera amb Zaire i Uganda, Flors Sirera juntament amb els seus altres dos companys cooperants de l'ONG Metges del Món, el sevillà Manuel Madrazo i el madrileny Luis Valtueña, va ser assassinada pel Front Patriòtic Ruandès (FPR). Socors Avedillo, la quarta persona que integrava l'equip espanyol es va salvar per trobar-se a Goma (Zaire).
L'octubre de 1997 el cantant Dyango edita un nou àlbum que compta amb la col·laboració del tenor Jaume Aragall, el qual acompanya a l'artista en el tema que dona nom a la gravació. "Quan l'amor és tan gran" és un homenatge a la cooperant manresana de Metges del Món Flors Sirera, morta a principis d'aquell mateix any a la guerra civil de Rwanda. El 2003 es crea una organització dedicada a projectes de solidaritat amb seu a Manresa anomenada "Casa per la Solidaritat i la Pau Flors Sirera". Aquesta organització té com a finalitat promoure la cultura de la pau i és un espai on es conjuminen els projectes solidaris de la ciutat. El 2005 l'Ajuntament de Tremp va acordar dedicar-li un homenatge. Tenint en compte la seva vocació i trajectòria personal es va decidir posar el seu nom a un parc públic que s'executés a la ciutat. L'abril del 2007 Manresa va rendre un homenatge en què va participar el director de l'Hotel des Mille Collines de Kigali, Paul Rusesabagina, que va salvar milers de ruandesos del genocidi i va inspirar el film 'Hotel Rwanda'.
També prengué part el conseller d'Interior, Relacions Institucionals i Participació, Joan Saura, l'alcalde de la ciutat, Josep Camprubí i Duocastella. L'any 2015 el llegat deixat per Flors Sirera fou guardonat amb el "Premi Santi Vidal" atorgat per la Creu Roja de Manresa a persones i entitats per la seva trajectòria en el camp de la solidaritat.